# Jósva
A Jósva patak (szláv nevén Ilosva) az Aggteleki-karszt legnagyobb vízhozamú vízfolyása. Jósvafő közelében ered a Jósva-forrásból. Jósvafőn a karszt legnagyobb forrásai a Jósva-, a Kis- és Nagy-Tohonya- és a Kajta-forrás táplálják. A Jósva-völgyön több kisebb-nagyobb vízfolyás és a Ménes-patak ömlik bele, míg végül a Bódvába torkollik.

## Lefolyása
A patak a Jósva-forrásban a Baradla alsó barlangjaiból kifolyó víz tör a felszínre. Még Jósvafőn beléömlik a Komlós-forrás, majd a Kecső-patak és végül a Tohonya-patak vize; ez utóbbi torkolata alatt kezdődik a tulajdonképpen vett Jósva-völgy. Legnagyobb mellékága a Ménes-patak. Szin alatt ömlik a Bódva folyóba.

### Vízrajzi adatai
A patak hossza 16,4 km. Vízgyűjtő területe 136,8 km². Átlagos vízhozama a torkolatánál 1,2 m³/s. Sokévi átlagos vízhozama (1971-2000): 0,831 m³/s.

## Élővilága
A Jósva patak természetes halfaunáját a sebes pisztráng, a fejes domolykó, a nyúldomolykó, Petényi-márna, fenékjáró küllő, fürge cselle alkotják, mesterséges úton került betelepítésre a szivárványos pisztráng. Ritkuló védett faj a pataki ingola, de ide sorolható a már említett Petényi-márna és a fürge cselle is.

## Part menti települések
- Jósvafő
- Szin
- Szinpetri